# Солвіта Аболтиня
Солвіта Аболтиня (лит. Solvita Āboltiņa; нар. 19 лютого 1963, Огре) — латвійська юристка й політик, міністр юстиції (2004–2006), голова партії «Єдність». Спікер Сейму (з 2010).

## Біографія
Закінчила юридичний факультет Латвійського університету в Ризі. Вона працювала у Міністерстві закордонних справ Латвійської Республіки, була директором Департаменту з консульських питань.
У 2002 році була одним із засновників партії Новий час, обрана членом парламенту. 2 грудня 2004 призначена на посаду міністра юстиції Латвійської Республіки, на якій працювала до 7 квітня 2006 року, коли її партія покинула правлячу коаліцію.
Знову обрана на виборах 2006 року, член комітетів з юридичних питань та європейського права. Навесні 2008 вона стала головою Нової Ери, влітку 2011 — «Єдності». у 2006–2010 роках вона працювала віце-спікером парламенту. На виборах у 2010 році отримала мандат депутата від коаліції «Єдність». 2 листопада 2010 була обрана спікером парламенту, 18 жовтня 2011 року була переобрана.

## Цікаве
Солвіта Аболтиня — фігурант «чорного списку Путіна» — спику політичних діячів Європи, яким путінський режим в травні 2015 таємно заборонив в'їзд до Росії.